# Cercira
Cercira (in greco antico: Κερκυρα?, Kerkyra) è un personaggio della mitologia greca. È una ninfa ed è l'eponimo dell'isola di Corcira, oggi Corfù.

## Genealogia
Figlia di Asopo e Metope ebbe da Poseidone il figlio Feace.

## Mitologia
Fu rapita da Poseidone e portata a sull'isola di Scheria che prese poi il suo nome Corcira e che per i latini diventò Corfù. I marinai che osservavano la foresta che ricopriva l'isola incominciarono a dedicarne il colore scuro a quello dei suoi lunghi capelli.
Il figlio avuto da Poseidone divenne il capostipite dei Feaci.